# 城市意象
《城市意象》是美国城市理论家凯文·林奇在1960年出版的一本书。这本书是对波士顿、泽西市和洛杉矶进行的为期五年的研究的结果，该研究是观察者如何获取城市信息，并用它来制作心理地图。林奇的结论是，人们形成了周围环境的由五种基本要素构成的心理地图。

## 可意向性
林奇认为，对于任何一座城市来说，体验这座城市的人们的头脑中都存在着相应的一套心理图像。帮助形成这些意象的是林奇认定为路径、边缘、区域、节点和地标的五种要素。 
- 路径（Paths） 
  - 它们是街道、人行道、小径、运河、铁路和人们旅行的其他通道
  - 他们在空间之间组织空间和运动
- 边缘（Edge） 
  - 边界
  - 它们可以是真实存在的或被感知的
  - 它们是墙壁、建筑物、海岸线、路缘石、街道、立交桥等。
- 區域（Districts） 
  - 中大型的平面区域
  - 人能进出这些区域
  - 有共同的特征可供识别
- 节点（Nodes） 
  - 可以进入的大片区域，作为城市、社区、区域等的焦点。
  - 向其中的人提供其他核心要素的多个视角
  - “……成功的节点不但在某些方面独一无二，同时也是周围环境特征的浓缩”[1]:77
- 地标（Landmarks） 
  - 人员无法进入的参考点
  - 它们是建筑物、标志、商店、山脉、公共艺术品等
  - 它们在它们所处的环境中，至少有一个方面是独特的或令人难忘的
  - 也可以使用移动点（例如太阳）